# Primavera In Anticipo
Primavera In Anticipo (Korai tavasz) Laura Pausini olasz énekes-dalszövegíró tizedik stúdióalbuma, amit a Warner Music adott ki 2008.november 14-én. Ennek a spanyol nyelvű változata Primavera anticipada címmel jelent meg 2008. november 11-én a spanyol ajkú piacon. Az album az európai, észak- és latin-amerikai eladást összevetve már elérte az 1 millió példányt.

## Dalok
Primavera in anticipo
1. Mille braccia
2. Invece no
3. Primavera in anticipo (It is My Song) duett James Blunttal
4. Nel modo più sincero che c'è
5. Un fatto ovvio
6. Il mio beneficio
7. Prima che esci
8. Più di ieri
9. Bellissimo così
10. L'impressione
11. La geografia del mio cammino
12. Ogni colore al cielo
13. Primavera in anticipo
14. Sorella terra

iTunes pre-order edition bonus tracks
1. Un giorno dove vivere
2. Agora não (Invece no portugál változata)

Primavera anticipada
1. Alzando nuestros brazos
2. En cambio no
3. Primavera anticipada (It is My Song) duett James Blunttal
4. Del modo más sincero
5. Un hecho obvio
6. Mis beneficios
7. Antes de irte
8. Más que ayer
9. Bellísimo así
10. La impresión
11. La geografía de mi camino
12. Cada color al cielo
13. Primavera anticipada
14. Hermnana tierra